# HarvEast Holding
Harveast Holding — украинская компания, управляющая сельскохозяйственными активами в Киевской, Житомирской и Донецкой областях. Обрабатываемый земельный банк — 132 тыс. га.
Основные направления деятельности:
- растениеводство (выращивание пшеницы, подсолнечника, бобовых, кукурузы);
- молочное животноводство;
- семеноводство (выращивание и доработка семян).[1]

Управляющая компания агрохолдинга была основана 10 марта 2011 года на базе сельскохозяйственных активов ПАО ММК им. Ильича.
Акционерами Harveast Holding являются «SCM» и группа «Смарт-Холдинг».
Генеральный директор компании — Дмитрий Скорняков.
Количество сотрудников: 1800.